# Sam Underwood
Sam Underwood est un acteur britannico-américain né le 4 août 1987 à Woking en Angleterre.
Après quelques petits rôles réguliers dans Dexter (2013) et Homeland (2013), c'est par le rôle de jumeaux tueurs psychopathes, Luke et Mark Gray, dans la série dramatique et policière The Following (2014-2015), qu'il se fait connaître.
Dès lors, il s'installe sur le petit écran, en jouant notamment dans Power (2016), Fear the Walking Dead (2017) et Dynastie (2019-2022).

## Biographie
En 2013, il est l'un des nouveaux visages de la saison 8 de Dexter. La même année, il participe aussi à quelques épisodes de la saison 3 de Homeland.
Entre 2014 et 2015, il joue les jumeaux maléfiques Mark et Luke dans la série policière Following. Ses personnages sont introduits dès la seconde saison de cette série portée par Kevin Bacon et James Purefoy.
En 2017, il est à l'affiche de l'adaptation sur grand écran de la comédie musicale Hello Again, présentée au Festival international du film de Toronto et portée par Audra McDonald. La même année, il est l'un des personnages principaux de la saison 3 de Fear the Walking Dead.
En 2019, il intègre la distribution principale de la série Dynastie afin d'interpréter le rôle d'Adam Carrington. La série est un reboot du célèbre feuilleton télévisé Dynastie, créé par Richard et Esther Shapiro et diffusée entre 1981 et 1989 sur ABC. Son personnage est introduit lors d'un épisode de la saison 2 dont le tournage s'est déroulé à Paris.

## Filmographie

### Cinéma

#### Longs métrages
- 2013 : The Last Keepers de Maggie Greenwald : Oliver Sands
- 2015 : A New York Love Story d'Apolla Echino : Levis
- 2017 : Hello Again de Tom Gustafson : Leocadia

#### Courts métrages
- 2009 : Meat After School de Geoff Searle
- 2015 : Bus Stop de Jamie Sims : Henry
- 2017 : Ophelia de Jamie Sims : Hamlet (également scénariste et producteur)

### Télévision

#### Séries télévisées
- 2013 : Zero Hour : Martin Krupp (saison 1, 2 épisodes)
- 2013 : Dexter : Zach Hamilton (saison 8, 4 épisodes)
- 2013 : Homeland : Leo Carras (saison 3, 4 épisodes)
- 2014 - 2015 : The Following : Luke / Mark (saison 2 et saison 3, 30 épisodes)
- 2016 : Power : Andy (saison 3, 3 épisodes)
- 2017 : Fear The Walking Dead : Jake Otto (saison 3, 14 épisodes)
- 2018 : Madam Secretary : Andrew Hill (saison 4, épisode 19)
- 2019 - 2022 : Dynasty : Adam Carrington (principal depuis la saison 2)